# 索奇皮利

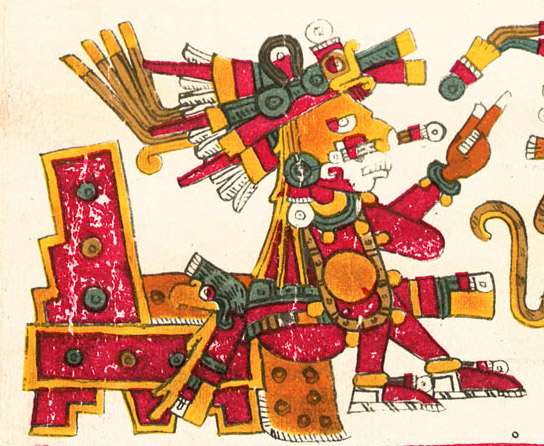
索奇皮利的畫像。

索奇皮利（Xochipilli，意為「花王子」。）是音樂、舞蹈或藝術的守護神，也是花或植物的神祇，與冶金、繪畫、羽毛工藝、手工藝皆有關聯。很多出土的樂器上都有他的畫像。

## 女性面相
索奇皮利的女性面相，或說是姊姊，是索奇克特薩爾（Xochiquetzal，意為「花羽」）。索奇克特薩爾是紡織的守護神，也是性、愛、花、玉米的女神，她有時被認為是雨神特拉洛克的元配。她具有美女的形象，盛裝打扮，且以金品為飾。在祭祀她的典禮中，人們披著豹皮或猴皮跳舞。